# 13123 Тайсон
13123 Тайсон (13123 Tyson) — астероїд головного поясу, відкритий 16 травня 1994 року.
Тіссеранів параметр щодо Юпітера — 3,396.
Названо на честь Ніла Деграсса Тайсона (англ. Neil deGrasse Tyson, нар.1958) — американського астрофізика, доктора наук, письменника, популяризатора науки.